# Хасэгава, Тайга
Тайга Хасэгава (яп. 長谷川 帝勝; род. 23 октября 2005, Ивакура, Айти) — японский сноубордист, выступающий во фристайле, чемпион мира 2023 года, серебряный призёр чемпионата мира 2025 года. Обладатель Кубка мира 2024/2025 годов. Победитель и призёр этапов Кубка мира. Победитель Всемирных экстремальных игр 2024 года в биг-эйре.

## Карьера
Хасэгава дебютировал на этапах Кубка мира в январе 2022 года.
В Бакуриани на чемпионате мира 2023 года в «биг-эйре» японец стал чемпионом мира. На Всемирных экстремальных играх в Аспене в 2024 году в «биг-эйр» праздновал победу.
В сезоне 2024/2025 годов Хасэгава завоевал хрустальный глобус в «биг-эйр» и по результатам двух дисциплин фристайла.
В 2025 году выступил на взрослом чемпионате мира по сноуборду в составе сборной Японии и стал серебряным призёром в дисциплине «биг-эйр».

## Результаты на крупнейших соревнованиях

### Чемпионаты мира
| Чемпионат мира | Слоупстайл | Биг-эйр |
| -------------- | ---------- | ------- |
| 2023 Бакуриани | 6          | 1       |
| 2025 Энгадин   | 13         | 2       |